# Dario Marigo
Dario Marigo (Lecco, 20 ottobre 1960) è un ex calciatore italiano, di ruolo portiere.

## Carriera
Vanta 101 presenze in Serie B difendendo i pali di Lazio, Perugia e Catania; militò in Serie A con la Lazio nel ruolo di portiere di riserva, senza mai esordire in massima serie.
Cessata l'attività agonistica, è rimasto nell'ambiente calcistico come allenatore dei portieri, con un'esperienza anche in veste di vice-allenatore del Livorno.

## Palmarès

### Club
- Campionato italiano Serie C2: 1

Chieti: 1990-1991 (girone C)